# Franz Hribar
Franz Hribar (5. června 1909 – leden 1956) byl rakouský fotbalový brankář.

## Fotbalová kariéra
V rakouské lize hrál za Rapid Vídeň, Slovan Vídeň, Nicholson Vídeň a Austro/Amateure-Fiat Vídeň. V československé lize chytal v ročníku 1935/36 za DSV Saaz (17.08.1935–23.02.1936).

### Prvoligová bilance
| Ročník              | Zápasy | Góly | Minuty | Nuly | Klub                      |
| ------------------- | ------ | ---- | ------ | ---- | ------------------------- |
| I. liga 1928/29     | 4      | 0    | 360    | 0    | SK Rapid Wien             |
| I. liga 1929/30     | 5      | 0    | 450    | 2    | SK Rapid Wien             |
| I. liga 1930/31     | 15     | 0    | –      | –    | SK Slovan Wien            |
| I. liga 1931/32     | 2      | 0    | –      | –    | SC Nicholson Wien         |
| I. liga 1935/36     | 13     | 0    | 1 170  | 0    | DSV Saaz                  |
| I. liga 1938/39     | –      | 0    | –      | –    | Austro/Amateure-Fiat Wien |
| CELKEM I. ČS. LIGA  | 13     | 0    | 1 170  | 0    |                           |
| CELKEM I. RAK. LIGA | –      | 0    | –      | –    |                           |